# 9454 Ardeishar
9454 Ardeishar eller 1998 FX54 är en asteroid i huvudbältet som upptäcktes den 20 mars 1998 av LINEAR i Socorro County, New Mexico. Den är uppkallad efter Adam Ardeishar.
Asteroiden har en diameter på ungefär 7 kilometer.